# 아르네 셀모손
아르네 벵트 셀모손(스웨덴어: Arne Bengt Selmosson, 1931년 3월 29일 ~ 2002년 2월 19일)는 스웨덴의 은퇴한 축구 선수이다. 옌셰핑스, 우디네세, 로마, 라치오에서 뛰었던 그는 1958년 FIFA 월드컵에 출전하기도 하였다. 그는 데르비 델라 카피탈레에서 로마와 라치오 양측에서 모두 득점을 한 유일한 선수이다.